# Liparis endertii
Liparis endertii är en orkidéart som beskrevs av Johannes Jacobus Smith. Liparis endertii ingår i släktet gulyxnen, och familjen orkidéer. Inga underarter finns listade i Catalogue of Life.